# Base antarctique Halley
Pour les articles homonymes, voir Halley.
La base antarctique Halley est une station de recherche permanente. Située sur la Barrière de Brunt (mer de Weddell) en Antarctique, elle est administrée par le British Antarctic Survey (BAS).
Créée en 1956 dans le cadre de l'Année géophysique internationale (AGI) la station est initialement nommée « Halley Bay » en l'honneur de l'astronome britannique Edmond Halley. Elle fut renommée en 1977 « Halley » à la suite d'un changement morphologique de la banquise.